# Yanto Laitano
Yanto dos Santos Laitano (Curitiba, 26 de abril de 1973) é um compositor, pianista, cantor e produtor brasileiro. Mestre em Composição pela Universidade Federal do Rio Grande do Sul e Bacharel em Música pela mesma instituição. É autor de trilhas sonoras premiadas para filmes e documentários. Suas atividades artísticas transitam pela música erudita contemporânea e por diversos gêneros da música popular, sobretudo o rock. É considerado o principal produtor de discos de música erudita do Rio Grande do Sul.

## Biografia

### Anos 1970 e 1980
Yanto Laitano nasceu em Curitiba mas foi criado em Jaborá, uma pequena cidade na região do Contestado, oeste de Santa Catarina. Aos 8 anos de idade fazia experiências com um toca discos e tocava no sofá como se fosse piano. Com isso sua mãe o levou à cidade vizinha, Joaçaba, para fazer aulas de piano. Yanto logo passou a tocar suas próprias composições nas audições coletivas da escola de música. Mais tarde, ainda em Jaborá, montou uma banda de rock que chegou a tocar ao vivo no Jornal do Almoço em Joaçaba.

### Anos 1990
Na década de 90, mudou-se para Porto Alegre e ingressou no Instituto de Artes da Universidade Federal do Rio Grande do Sul onde estudou piano com Hubertus Hofmann e composição com Antonio Carlos Borges-Cunha e Celso Loureiro Chaves. 

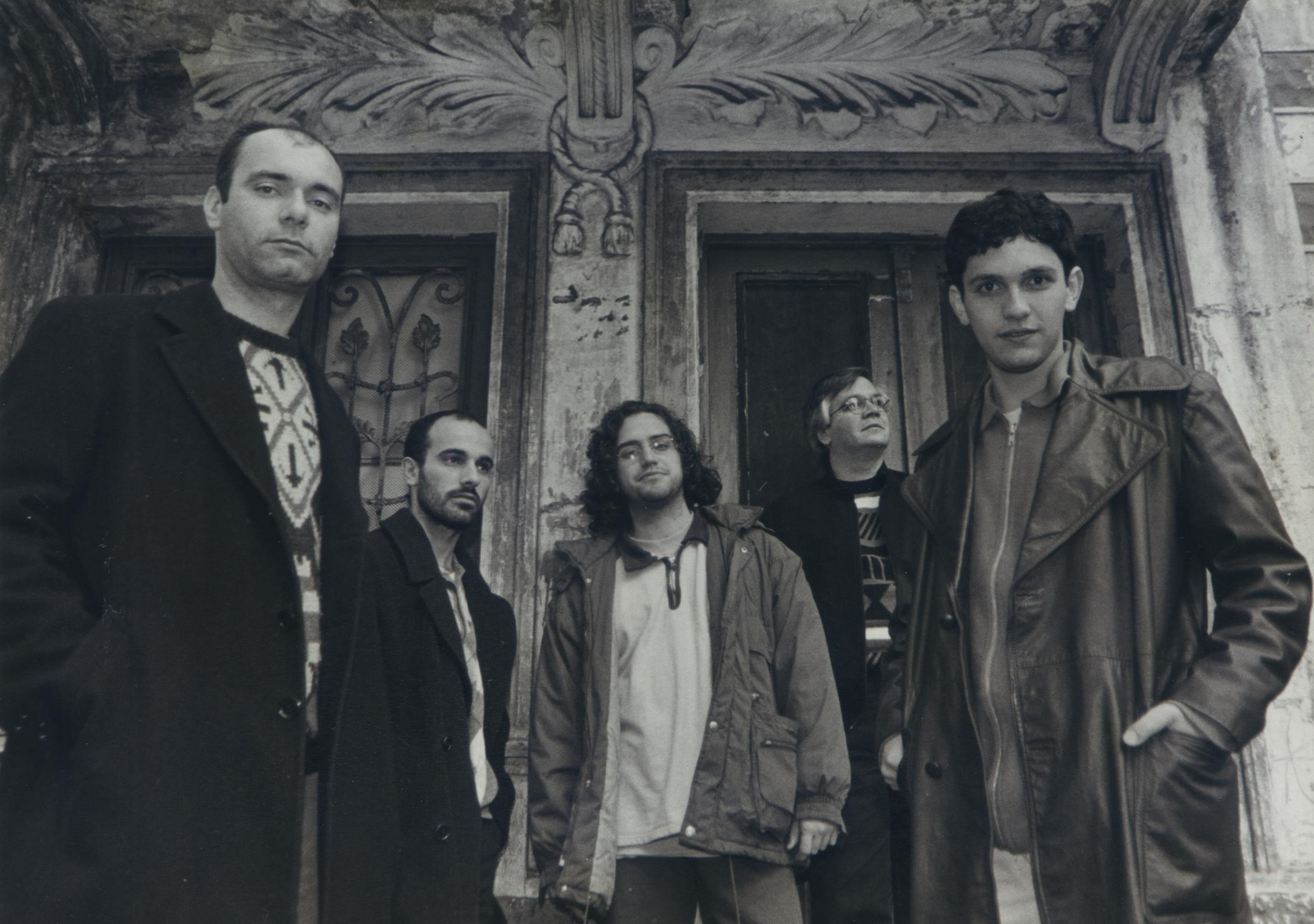
Com o Ex-Machina em 1997.

Nesse período participou da criação do Grupo Ex-Machina de música erudita de vanguarda e da banda Bili Rubina. Após produzir o primeiro CD do Ex-Machina em 1998 através do FUMPROARTE, realizou a produção de mais de dez CDs de música contemporânea do Rio Grande do Sul, cinco deles ganhadores do Prêmio Açorianos. Nesta época começou a participar de edições do ENCOMPOR em Porto Alegre e de três edições da Bienal de Música Brasileira Contemporânea no Rio de Janeiro.

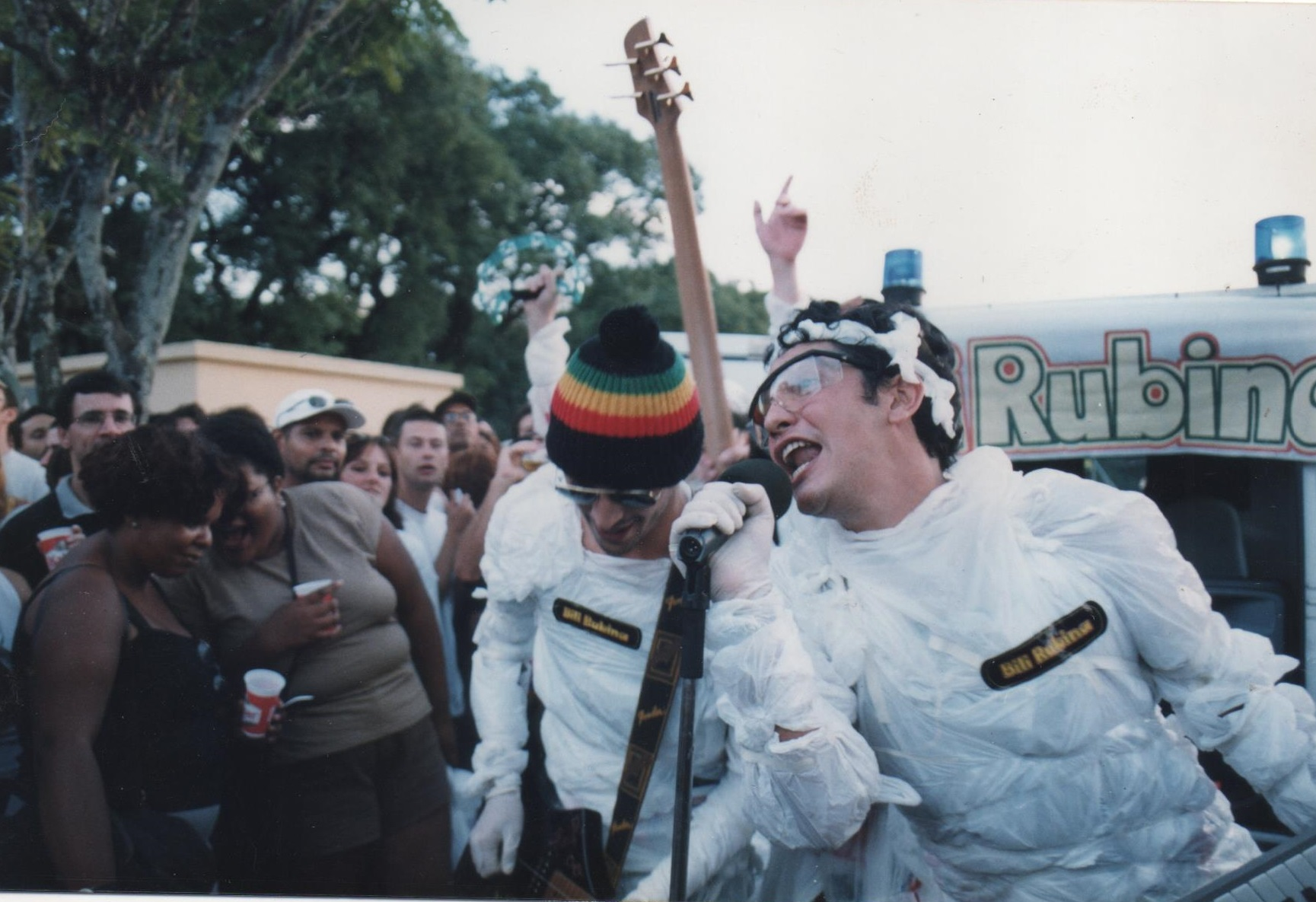
Performance da Bili Rubina, 1999.

### Anos 2000
Com o grupo Bili Rubina, em 2000 lançou sua canção Meu Amor sucesso nas rádios do sul do Brasil e em festivais como o Planeta Atlântida e o da Ipanema Fm. Com o tempo, a canção tornou-se um clássico do Rock gaúcho e chegou a ser cantada no programa Big Brother 9, da Rede Globo.
Em 2001 passou uma temporada de estudos na França, no IRCAM em Paris, e no Internacional Bartok Festival na Hungria. De volta ao Brasil, dedicou-se à música contemporânea. Ingressou no curso de pós-graduação, no qual obteve o título de Mestre em Música em 2006 sob orientação de Celso Loureiro Chaves, e realizou diversas gravações e apresentações com o Grupo Ex-Machina no Brasil, Argentina e Uruguai. Em 2007 tornou-se Diretor Musical da Companhia Circo Teatro Girassol de Dilmar Messias. Desde então participa dos espetáculos Lili Inventa o Mundo, Circo Eletrônico, Mundo da Lua e Misto Quente.

### Anos 2010
A partir deste período, voltou a dedicar-se à sua carreira de música popular gravando Horizontes e Precipícios, um disco de canções de forte acento rock com um trio de piano, baixo e bateria, e realizando apresentações. Horizontes e Precipícios foi lançado em agosto de 2010, no Theatro São Pedro em Porto Alegre e teve ampla repercussão na mídia regional. O disco recebeu 7 indicações para o Prêmio Açorianos de Música 2010 e foi lançado em apresentações em diversas cidades do Rio Grande do Sul, Santa Catarina e São Paulo.

Foi mediador do painel "Os novos caminhos da música erudita" com os músicos Celso Loureiro Chaves e Flo Menezes que ocorreu em 2008 no Santander Cultural de Porto Alegre.
Desde 2007, Yanto faz parte da projeto Séculos Indígenas no Brasil, compondo trilhas sonoras para documentários, filmes e exposições de arte ligadas à causa indígena: em 2011 no Museu dos Povos Indígenas em Brasília  e em 2012 no espaço Caixa Cultural Rio de Janeiro, onde também realizou performance musical em conjunto com o líder indígena Álvaro Tukano durante a RIO+20.
Participou da "Casa M", que integrou a 8ª Bienal do Mercosul, como artista convidado no programa "Duetos" de 2011, no qual criou e apresentou a performance "Cobra Grande", baseada na lenda indígena da tribo Tukano, em conjunto com a coreógrafa Tatiana Rosa.

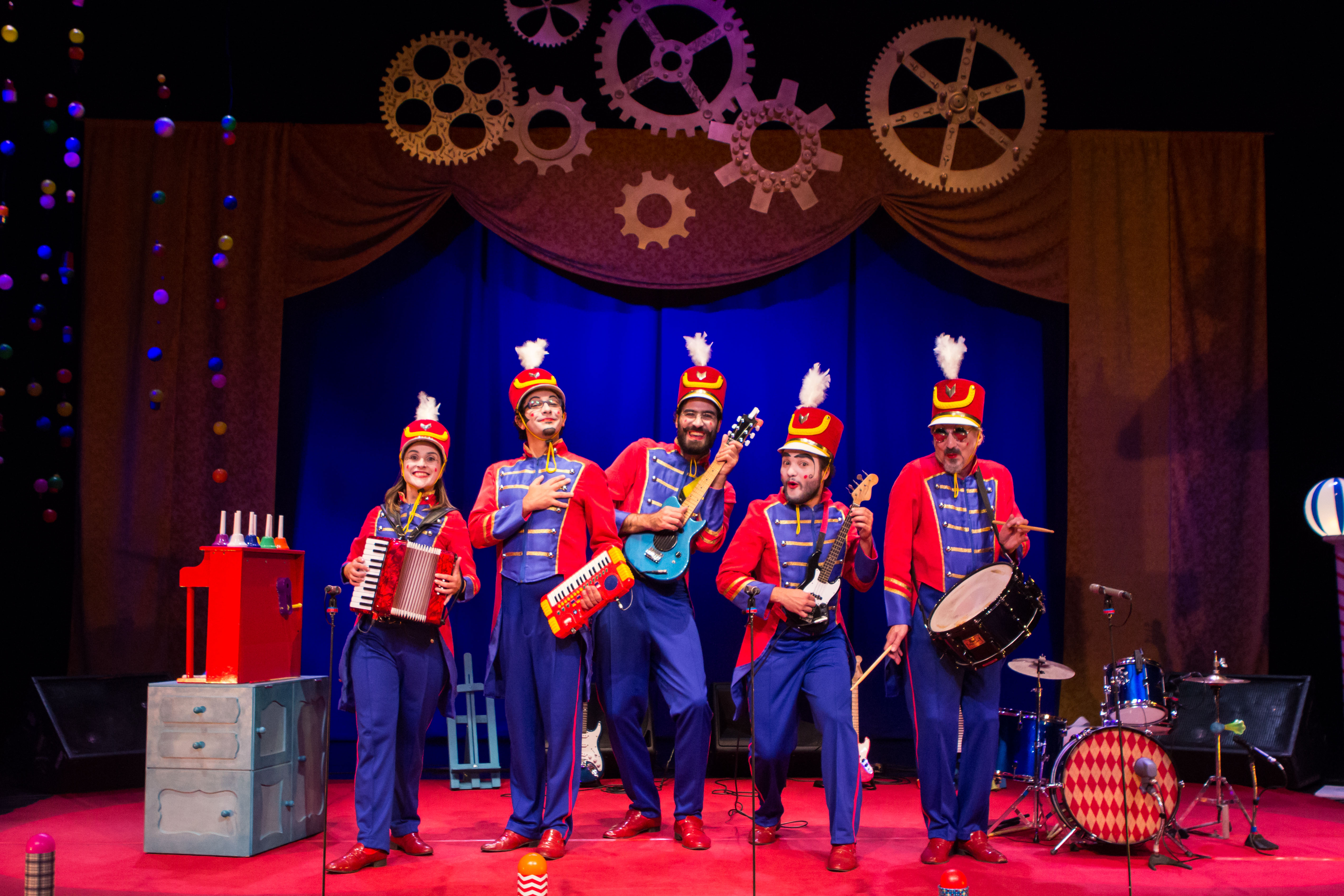
Orquestra de Brinquedos

Em 2012 criou a Orquestra de Brinquedos, espetáculo musical em que soldadinhos de chumbo realizam um show inteiramente tocado por instrumentos de brinquedo. 
Com o espetáculo Orquestra de Brinquedos, que estreou em 2011, já realizou mais de 150 apresentações e ganhou o Prêmio Tibicuera de Teatro Infantil de melhor trilha sonora em 2015.
Em 2018 participou da "Unânime Noite", exposição que reuniu arte, literatura, música e artes cênicas em um conjunto de performances que flertavam com a atmosfera do Museu Iberê Camargo.

### Anos 2020
Devido à impossibilidade de realizar apresentações durante a Pandemia de COVID-19, Yanto Laitano criou um novo espetáculo para a Orquestra de Brinquedos: o Caminhão Brincalhão. Neste novo formato, o próprio veículo serviu como palco móvel, permitindo um distanciamento seguro entre os artistas e o público. As apresentações foram realizadas em abrigos e casas de acolhimento que possuíam área externa para receber o veículo cenografado.
A abertura e o encerramento do projeto foram realizados na Travessa dos Cataventos, na Casa de Cultura Mário Quintana, em Porto Alegre sendo que a produção foi realizada pela Primeiro Corte Produções.

## Obra

### Discografia
- Yanto Laitano. Yantux, 2017.[29]
- Yanto Laitano. Horizontes e Precipícios, 2010.
- Yanto Laitano. Nocaute!, 2006.[30]
- Ex-Machina. Um Som Que Não Soa, 2002.[31]
- Bili Rubina. Aí Varô, 2000.
- Ex-Machina. Ex-Machina, 1998.[32]

### DVD
- Orquestra de Brinquedos Orquestra de Brinquedos, 2018 [33].

### Videoclipes
- Camarada. Dirigido por CeciSesh, 2021[34].
- Libertad. Dirigido por Etiene Faccin, João Gabriel Riveres e Tula Anagnostopoulos, 2015.
- Eu Não Sou Daqui. Dirigido por Paulo Zaracla e Leandro Schirmer, 2012.
- Meu Amor. Dirigido por Jerri Dias, 2010.

### Singles
- É Sacanagem, 2022[35].
- Não Vou Cortar Meu Cabelo, 2020[36].
- Vai Nascer o Sol, 2019 [37].
- Camarada, 2017. [38].
- Libertad, 2015.
- Ela Gosta de Garotas, 2015.

### Trilhas sonoras
- Boa Noite Martha. Série de animação para televisão em 22 episódios de Vivian Alltman, 2013.[39]
- Lili Inventa O Mundo. Espetáculo infantil dirigido por Dilmar Messias a partir de texto de Mário Quintana, 2013.[40]
- O Coração de um Boxeador. Peça de Lutz Hübner dirigida por Celso Veluza, 2012.[41]
- Marilu. Espetáculo Infantil de Hermes Bernardi Jr, 2012.[42]
- Reflexões do Curumin. Média-metragem de Frank Coe, 2011.
- O Legado Lutzenberger. Documentário de Frank Coe e Otto Guerra, 2008.
- Kata. Episódio da série Primeira Geração, RBS, 2008.
- Céu Azul. Curta de Denise Marchi, 2008.
- Lutzenberger: For Ever Gaia. Documentário de Frank Coe e Otto Guerra, 2007.
- Desaparecido. Curta de Jerri Dias, 2006.
- Canto de Cicatriz. Documentário de Laís Chaffe, 2005.
- A Estrada. Curta de Jerri Dias, 2004.
- Pesadelo. Curta de Thomas Creus, 2003.
- A Vingança de Kali Gara. Curta em Super-8 de Jerri Dias, 1999.

### Participações em discos
- Cow Bees. Astros Imaginários, 2011. Piano, hammond, rhodes e melotron. [43]
- Charles Master. Ninguém é Perfeito, 2009. Hammond, rhodes, piano.[44]
- Julio Reny. A Primavera do Gato Amarelo, 2008. Hammond, rhodes, piano, sintetizador.
- Interpresen. Compositores Uruguayos Contemporáneos, 2008.
- Funkalister. Volume 1, 2006. Piano.
- Nei Van Soria. Cidade Grande, 2001. Hammond.
- Ultramen. Olelê, 2000. Theremin, nas faixas General e Esse é o meu compromisso".
- Rodrigo Silveira. Música Erudita Para Violoncello, 2007. Gravação da composição Tocatta Metal.[45]
- Guitar Review, 2006. CD encartado na edição de verão da revista, com a composição Water is the Key.[46]
- Paulo Inda. I, 2005. Gravação da composição Water is the Key[47]
- Coletânea O Melhor do Rock do Sul, 2001.

### Produção de discos
- Capparelli, Domenici, Fialkow e Loss. A Música Para Piano de Camargo Guarnieri, 2014. Produtor do CD.[48]
- Paulo Inda. Gnattali, 2013. Co-produtor do CD.
- Celso Loureiro Chaves. Balada para o avião que deixa um rastro de fumaça no céu, 2013. Produtor do CD.
- Rodrigo Silveira. Música Erudita Para Violoncello, 2007. Co-produtor do CD.
- Guitar Review. CD encartado na edição de verão da revista. Nova York, Estados Unidos, 2006. Co-produtor do CD.
- Dimitri Cervo. Toronubá: A Música de Dimitri Cervo, 2006. Co-produtor do CD.
- Nocaute!: procedimentos composicionais e categorias estéticas em um portfolio de composições, 2006. Produtor do CD.
- Paulo Inda. I, 2005. Co-produtor do CD.
- Catarina Leite Domenici. Porto '60, 2004. Produtor do CD.
- Eduardo Miranda e James Correa. Plural, 2003. Co-produtor do CD.
- Sesi Descobrindo Talentos 2002, 2002. Diversos Grupos. Produtor do CD.
- Ex-Machina. Um Som Que Não Soa, 2002. Co-produtor do CD.
- Celso Loureiro Chaves. Uma idéia de café, 2001. A Música Para Piano de Armando Albuquerque. Produtor do CD.
- Antônio Carlos Borges Cunha. Pedra Mística, 2000. Produtor do CD.
- Bili Rubina. Aí Varô, 2000. Co-produtor do CD.
- Ex-Machina. Ex-Machina, 1998. Produtor do CD.

## Prêmios e indicações

### Prêmio Açorianos
| Ano  | Categoria                  | Indicação                                                      | Resultado |
| ---- | -------------------------- | -------------------------------------------------------------- | --------- |
| 2008 | Produtor Executivo         | Yanto Laitano (por Convergências, de Rodrigo Andrade Silveira) | Venceu    |
| 2010 | Instrumentista de Pop/Rock | Yanto Laitano                                                  | Venceu    |
| 2010 | Compositor de Pop/Rock     | Yanto Laitano                                                  | Indicado  |
| 2010 | Intérprete de Pop/Rock     | Yanto Laitano                                                  | Indicado  |
| 2010 | Disco de Pop/Rock          | Horizontes e Precipícios                                       | Indicado  |
| 2010 | Espetáculo do Ano          | Horizontes e Precipícios                                       | Indicado  |
| 2010 | Arranjador                 | Yanto Laitano (por Horizontes e Precipícios)                   | Indicado  |